# Río Acher
El río Acher es un río que mide 53.6 km de largo y es tributario del Rhin por su margen derecha en el condado de Ortenau, en el estado alemán de Baden-Württemberg. Fluye en dirección noroeste desde la Selva Negra hacia el Rhin, entre el río Rench al sur y el río Oos al norte.

## Geografía
Las nacientes del Acher se encuentran en la ladera noreste de Vogelskopf (1055 m s. n. m.) en una zona dividida en hondonadas formadas durante las glaciaciones. La vertiente denominada Acherquelle surge a 848 m s. n. m. en la zona denominada el Ruhesteinloch, en referencia a la Montura Ruhestein ubicada al este y se encuentra entre los montes Vogelskopf y Seekopf (1054 m s. n. m.).  El Acher inicialmente fluye hacia el norte, descendiendo abruptamente. En la confluencia con el Seebach, el cual se le une desde el norte, gira en dirección oeste y fluye a través del valle de Seebach. Aquí el valle alcanza una profundidad de  550 m entre los montes Hornisgrinde y el Vogelskopf.  En esta sección el Acher también es denominado Seebach, una pista de que el arroyo afluente proveniente del Mummelsee era originalmente el caudal principal del Acher, a pesar de que su caudal es un poco inferior.  Aguas abajo de Vorderseebach el Seebach se une al Grimmerswaldbach que fluye desde el norte. Aquí el valle del Acher se dirige hacia el sur por un kilómetro donde en el valle Gottschläg con el Karlsruher Grat y las cascadas en Edelfrauengrab confluye el  Ottenhöfen. Desde el punto donde el valle del Unterwasser se une desde el sur, el Acher continua en dirección noroeste, atravesando el municipio de Kappelrodeck , hasta el valle superior del Rhin en Achern, el mayor pueblo al norte del distrito de Ortenau.
En el valle del Rhin el curso del río se ha transformado a causa de numerosas obras hidráulicas, especialmente la Acher-Rench Clas rection construida entre 1936 y 1967. Aún en la zona al pie de la Selva Negra aguas arriba de Oberachern, el Acherner Mühlbach fue derivado antes de desembocar en el Acher mediante un vertedero, que tiene un caudal medio de 5 m³/s. El propio Acher, desde Oberachern también llamado el Feldbach cruza el condado de Achern y es finalmente guiado hacia el Rhin y el Rench con algo de su caudal desviado (durante época de crecidas) hacia el canal de control de inundaciones Acher. Justo antes que se dividan el canal de rebalse y el Acher, el Fautenbach se le une. El río originalmente canalizado en parte fluye en dirección norte con el nombre de Acher (Feldbach) hacia  Greffern. Antes de que se construyera el Canal Lateral del Rhin (Rheinseitenkanal) desembocaba aquí en el Rhin. Actualmente el Acher corre paralelo al Rhin hasta el Dique del Rhin (Rheindeich). Anteriormente el canal de la planicie del Rhin descargaba en el Acher por la margen derecha. Más al norte el Sandbach finalmente se une al Altrheinzug ("Curso Antiguo del Rhin") tal como se designa al sección inferior del Acher. Descarga en el Rhin aguas abajo de la esclusa Iffezheim, a unos 10 km de su antiguo punto de descarga. A partir de Greffern el Acher es utilizado  como conexión entre las diferentes zonas del pólder Söllingen/Greffern. Para proteger el Acher aun cuando el pólder se inunde, en el  2005 se instaló una central de bombeo cerca de Greffern.

## Zona protegida
La zona protegida denominada Oberes Achertal fue creada en 1975 por el consejo del condado de Ortenau, la misma se encuentra en inmediaciones de los municipios de Ottenhöfen im Schwarzwald y Seebach, la misma abarca 3,600 hectáreas.